# Beilis-Affäre

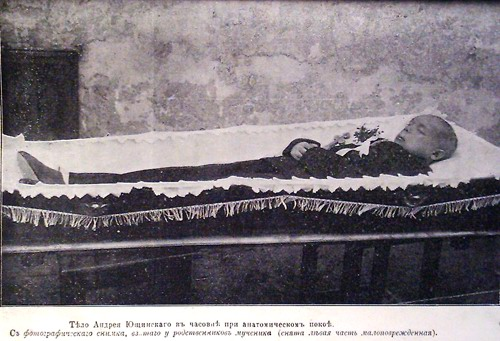
Andrei Juschtschinski

Die Beilis-Affäre war ein Ritualmordprozess gegen den Kiewer Juden Menachem Mendel Beilis. Ausgangspunkt war 1911 der Mord an einem zwölfjährigen Jungen. Der Prozess erregte wegen seiner politischen Instrumentalisierung europaweit Empörung.

## Historischer Kontext
Unter dem Eindruck des Oktobermanifestes sowie der Reformen unter Ministerpräsident Pjotr Stolypin wurden in der politischen Debatte im Russischen Reich zunehmend Stimmen laut, die für die Abschaffung judenfeindlicher Gesetze wie des Ansiedlungsrayons und der Maigesetze plädierten. Die Forderungen stießen auf heftigen Widerstand bei den russischen Ultrarechten, für die die rechtliche Diskriminierung der Juden zum Garanten der zaristischen Ordnung geworden war. Zu ihrem Fürsprecher wurde der Justizminister Iwan Schtscheglowitow, der nach der Ermordung Stolypins 1911 an Einfluss gewinnen konnte.

## Der Fall Juschtschinski
Am 20. März 1911 wurde der Leichnam des acht Tage zuvor verschwundenen 13-jährigen Jungen Andrei Juschtschinski in einer Höhle in der Nähe von Kiew gefunden. Sein Leichnam war teilweise entkleidet und wies fast 50 Stichwunden auf. Bei seiner Beerdigung wurden Flugblätter verteilt, die die Ermordung des Jungen als von Juden durchgeführten Ritualmord darstellten und zu Pogromen aufriefen. Die Polizei konzentrierte ihre Ermittlungen auf die Hauptverdächtige Wera Tscheberjak, deren Haus nahe dem der Juschtschinskis lag und einer kriminellen Bande als Hauptquartier diente.

## Die Beilis-Affäre
Obwohl sich die Indizien gegen Wera Tscheberjak verdichteten, drängten Kiewer Konservative und Ultrarechte der Schwarzen Hundertschaft auf eine Anklage wegen Ritualmord. Mit der Rückendeckung des Innenministeriums schafften sie es, die Entlassung des ermittelnden Polizeiinspektors Mykola Krassowskyj zu erwirken. Aufgrund der Aussage eines Lampenwärters wurde nun der Jude Mendel Beilis, Aufseher einer Ziegelbrennerei, verhaftet und beschuldigt, Juschtschinski entführt und ermordet zu haben. Als der neue leitende Polizeiinspektor weiter gegen Wera Tscheberjak ermittelte, wurde er wegen angeblicher Unterschlagung verhaftet.
Auch zwei Jahre nach seiner Verhaftung hatte die Anklage noch immer keine Beweise gegen Beilis in der Hand. Dennoch begann 1913 der Prozess. Für die Anklage begann er mit einer Niederlage, da sich die Aussage des Lampenwärters schnell als aus der Luft gegriffen herausstellte. Um der Ritualmordbeschuldigung Nachdruck zu verleihen, ließ die Anklage den katholischen Priester Justinas Pranaitis anreisen. Pranaitis, der sich selbst als „Talmud-Experten“ bezeichnete, versuchte, die Existenz des Ritualmordes durch entsprechende Passagen im Talmud zu belegen. In dem darauf folgenden Verhör konnte die Verteidigung jedoch beweisen, dass Pranaitis kaum Hebräisch verstand. Somit hatte die Anklage nichts mehr gegen Beilis in der Hand. Obwohl sieben der zwölf Mitglieder der „Schwarzen Hundertschaft“ angehörten, sprach die Jury Beilis frei. Getrübt wurde der Erfolg der Verteidigung jedoch durch einen zweiten Urteilsspruch, der zwar Beilis’ Unschuld bekräftigte, aber behauptete, bei der Ermordung von Juschtschinski habe es sich tatsächlich um einen Ritualmord unbekannter jüdischer Täter gehandelt.

## Nachspiel
Die Medien berichteten europaweit über die Beilis-Affäre. Die offensichtliche Verwicklung hoher Staatsbeamter in die fingierte Anklage rief im Ausland große Empörung hervor. Nach der Februarrevolution 1917 wurden zahlreiche Ermittler der Anklage im Fall Beilis verhaftet. Wera Tscheberjak und den Mitgliedern ihrer Bande wurde 1919 wegen der Ermordung Juschtschinskis der Prozess gemacht. Beilis verließ Russland, emigrierte nach Palästina und 1920 in die USA; dort starb er 1934 in Saratoga Springs.